# Drifters (film, 1929)
Pour les articles homonymes, voir Drifters.
Pour plus de détails, voir Fiche technique et Distribution.
Drifters est un film britannique réalisé par John Grierson, sorti en 1929. Il s'agit d'un documentaire sur la pêche du hareng dans la mer du Nord.

## Synopsis

### Partie 1
La pêche aux harengs nous est donnée comme une "épopée de vapeur et de fer" ("an epic of steam and steel") dans le premier panneau introduisant le film. Il précise que nous allons voir des pêcheurs passer de leurs vieux villages à un environnement de travail d'industriel moderne ("old-time villages...to the labour of a modern industry"). Des pêcheurs partent de leur village pour rejoindre le port. Les filets sont chargés, ainsi que le charbon. La cheminée du bateau commence à fumer, les amares sont larguées, les bielles commencent à tourner. Les bateaux sortent du port.  La côte s'éloigne et le large de la mer du Nord s'annonce ("Out past the headland - to open water and the North Sea"). Panneau "The log-line tells the miles" : "log-line" se traduit par "loch", outil de marin pour mesurer les nœuds que l'on voit dans le plan suivant. Un banc de harengs nous est montré (sans doute à travers un aquarium). Les chalus sont mis à la mer. Plan sur le skipper  qui regarde la mer à travers des jumelles "for appearences" (pour les apparences), comme l'indique le panneau précédent le plan, pendant qu'en dessous ("While down below-), des hommes font la cuisine. Fin de la première partie.

### Partie 2
S'ouvre sur le banc de harengs. Un panneau nous annonce que les bateaux ont parcouru 40 miles et que des morceaux de mer noire signalent des bancs de poissons (" Forty miles by the log, and dark patches of water mark the shoals below"). Les marins lancent 2 miles de chaluts à la mer jusqu'au soir (panneau). Panneau : "And the mizzen is set for the night" = "et le mât d'artimon est positionné pour la nuit". Les hommes descendent pour souper. Panneau : "While the ship made fast to the end of the line the nets go drifting through the darkness" = "alors que le vaisseau avance vite, les filets dérivent à travers la nuit". Panneau : "Dogfish and conger- destroyers of the deep-gather for the killing" = Roussettes et congres, les destructeurs des profondeurs, se regroupent pour la mise à mort. Plans sur des gros polssons vus sous l'eau. Panneau : "One man keeps the watch" = un homme monte la garde, suivi du plan d'un homme surveillant la chaudière du vaisseau. Plan des harengs pris dans les filets et des prédateurs qui se précipitent pour les manger. Pendant ce temps, les hommes sont filmés en train de dormir. Le jour se lève. On voit la mer et la côte. Un panneau nous annonce que les hommes vont travailler à la remontée des filets ("labour of hauling"). Ils se réveillent, sortent de leur lit, se vêtent pour aller travailler. Fin de la deuxième partie.  

### Partie 3
S'ouvre sur les hommes sur le pont qui sortent les filets de l'eau à l'aide de machines. Les poissons envahissent le pont. Un panneau nous dit qu'un orage se prépare et que le travail va être plus difficile. Plans sur l'orage qui se prépare alors que les hommes continuent à remonter les filets, secondé par une mécanique qui tire sa force de la vapeur. Une bonde est tirée et les poissons du pont s'engouffrent dans les cales du bateau. Un panneau nous annonce la fin d'un travail de 8 heures ("A eight hours' labour"). C'est le retour au port, comme annoncé dans un panneau, pour arriver au marché qui ouvrira le plus tôt ("the earliest possible market"). Les navires voguent moteurs à fond. Les bondes sont remises en place pour protéger les poissons de l'eau. Les hommes sont en train de manger alors que le navire fend la mer. Fin de la 3ème partie. 

### Partie 4
Retour sur les navires qui fendent la mer, les hommes et la machinerie, le loch, la fumée de la cheminée du bateau...Panneau : "On the quayside, the auctionneers's bell calls the buyers together" = sur le quai, la cloche du commissaire-priseur réunit les acheteurs. Plans sur les quais. Arrivée des bateaux. Les hommes charges des paniers de poissons vendus aux enchères, salés et mis dans des caisses et des tonneaux en masse. Panneau : "So to the ends of the earth goes the harvest of the sea" = Donc la moisson de la mer va tout au bout de la terre. Les tonneaux sont chargés dans des navires et des trains. Plans sur les rails et les trains qui avancent au loin. Fin de la dernière partie.    

## Fiche technique
- Titre : Drifters
- Réalisation : John Grierson
- Pays d'origine : Royaume-Uni
- Format : Noir et blanc - 1,33:1 - Film muet
- Genre : documentaire
- Date de sortie : 1929